# HARDtalk
 (août 2013).
Si vous disposez d'ouvrages ou d'articles de référence ou si vous connaissez des sites web de qualité traitant du thème abordé ici, merci de compléter l'article en donnant les références utiles à sa vérifiabilité et en les liant à la section « Notes et références ».
HARDtalk est une émission de télévision britannique de la BBC diffusée sur les chaines d'information BBC News et BBC World News depuis 1997. Elle est constituée d'une interview en face-à-face entre un journaliste et un invité.

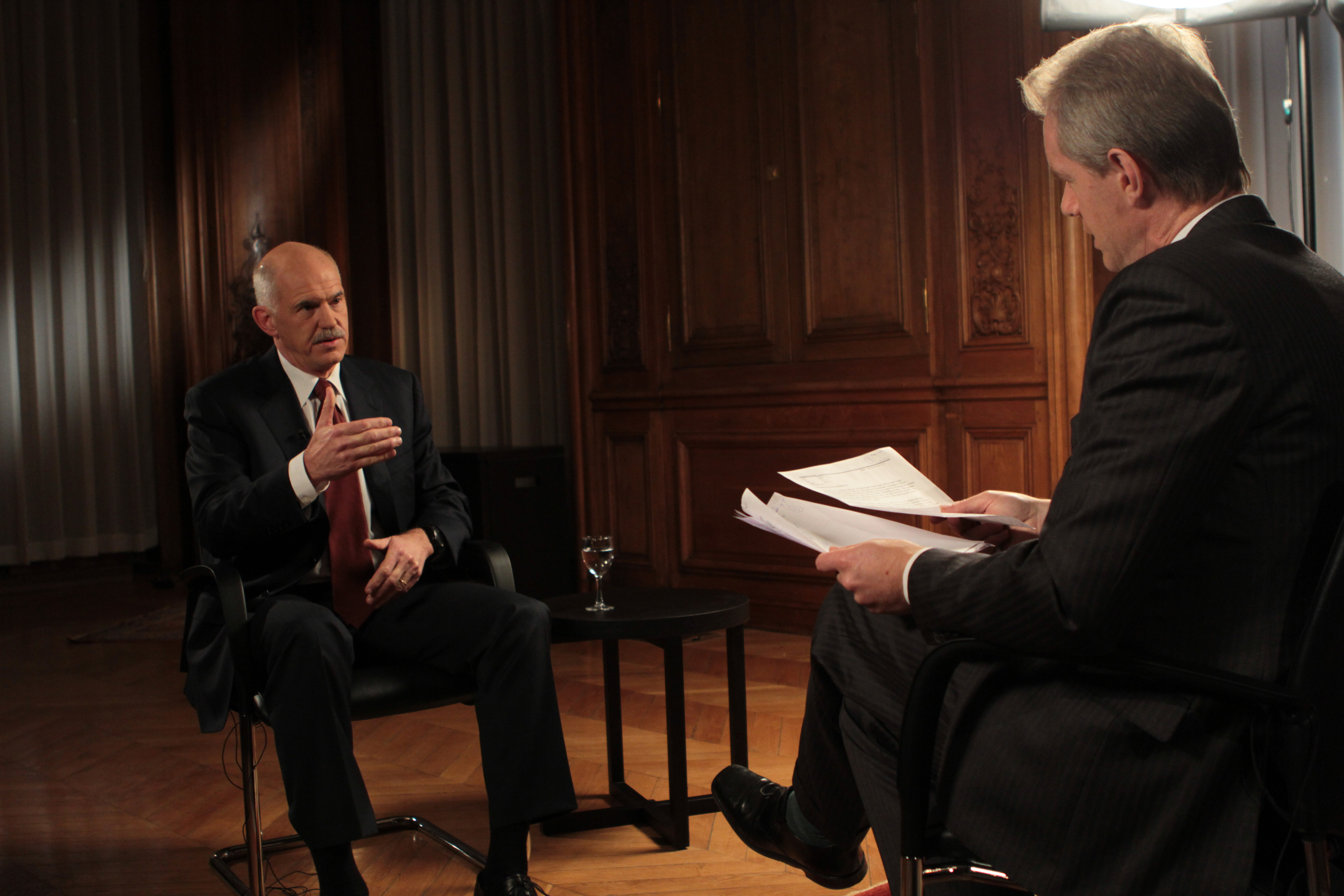
Le Premier ministre grec George Papandreou interviewé dans le cadre de l'émission HARDTalk de la BBC en 2011.

Le mot anglais hardtalk est constitué de hard (qui signifie « dur », « rigoureux ») et de talk (« parler »). Le principe de l'émission est de mener des interviews sans concession.
L'émission est créé en 1997. Elle est présentée jusqu'en 2005 par Tim Sebastian, puis à partir de 2006 par Stephen Sackur.

## Invités célèbres
- Chimamanda Ngozi Adichie[1]
- Bertie Ahern[2]
- Ayad Allawi[3]
- Isabel Allende[4]
- Anba Angaelos[5]
- Maya Angelou[6]
- Kofi Annan[7]
- Vladimir Ashkenazy[8]
- Richard Attenborough[9]
- Dimitris Avramopoulos[10]
- Roberto Azevêdo[11]
- Dean Baquet[12]
- Martin Baron[13]
- Adama Barrow[14]
- Vicky Beeching[15]
- Fatou Bensouda[16]
- Benazir Bhutto[17]
- Dustin Lance Black[18]
- Susan Margaret Black[19]
- Hans Blix[20]
- Dan Brown[21]
- Pascal Bruckner[22]
- Tania Bruguera[23]
- Hugo Chávez[24]
- Lee Child[25]
- Noam Chomsky[26]
- Jonathan Coe[27]
- Paul Collier[28]
- Michael Collins[29]
- Patricia Cornwell[30]
- Jaap de Hoop Scheffer[31]
- Gilles de Kerchove[32]
- Frederik de Klerk[33]
- Michaela DePrince[34]
- Jennifer Doudna[35]
- Elizabeth Eckford[36]
- James Ellroy[37]
- Zineb El Rhazoui[38]
- Mona Eltahawy[39]
- Recep Tayyip Erdoğan[40]
- Mohammed Fairouz[41]
- Roger Federer[42]
- Beatrice Fihn[43]
- Jane Fonda[44]
- Vicente Fox[45]
- William Frankland[46]
- Michael Frayn[47]
- Atul Gawande[48]
- Pinchas Goldschmidt[49]
- Mikhail Gorbachev[50]
- Al Gore[51]
- Pete Goss[52]
- David Green[53]
- António Guterres[54]
- Roger Hallam[55]
- Ramush Haradinaj[56]
- Connie Hedegaard[57]
- Seymour Hersh[58]
- Carl Hiaasen[59]
- Howard Jacobson[60]
- Katrín Jakobsdóttir[61]
- Wilko Johnson[62]
- Angelina Jolie[63]
- Věra Jourová[64]
- Paul Kagame[65]
- Wanuri Kahiu[66]
- Steve Keen[67]
- Uhuru Kenyatta[68]
- Mia Khalifa
- Mahira Khan[69]
- Sherin Khankan[70]
- Jamal Khashoggi[71]
- Bernice King[72]
- Naomi Klein[73]
- Mark Knopfler[74]
- Christine Lagarde[75]
- Pascal Lamy[76]
- Annie Lennox[77]
- Baz Luhrmann[78]
- Thuli Madonsela[79]
- Pippa Malmgren[80]
- Nelson Mandela[81]
- Mira Marković[82]
- Stanley A. McChrystal[83]
- Ian McKellen[84]
- Monica McWilliams[85]
- Mahathir Mohamad[86]
- Alan Moore[87]
- Pierre Moscovici[88]
- Robert Mugabe[89]
- Aimee Mullins[90]
- Nadia Murad[91]
- David Nott[92]
- Olusegun Obasanjo[93]
- Teodoro Obiang[94]
- Gwyneth Paltrow[95]
- Orhan Pamuk[96]
- Jordan Peterson[97]
- Bertrand Piccard[98]
- Francois Pienaar[99]
- Thomas Piketty[100]
- Steven Pinker[101]
- Michael Rakowitz[102]
- Cyril Ramaphosa[103]
- Robert Redford[104]
- Martin Rees[105]
- Jason Rezaian[106]
- James Rhodes[107]
- Jeremy Rifkin[108]
- Dilma Rousseff[109]
- Alan Rusbridger[110]
- Mikheil Saakachvili[111]
- Edward Said[112]
- Bernie Sanders[113]
- Anthony Scaramucci[114]
- Barbet Schroeder[115]
- Thein Sein[116]
- Elif Shafak[117]
- Gene Sharp[118]
- Gene Simmons[119]
- Nina Simone[120]
- Lemn Sissay[121]
- Leïla Slimani[122]
- Jens Stoltenberg[123]
- Roger Stone[124]
- Luis Antonio Tagle[125]
- Charlize Theron[126]
- Hugh Thompson, Jr[127]
- Jürgen Todenhöfer[128]
- Colm Tóibín[129]
- Bruno Tshibala[130]
- Peter Turkson[131]
- Desmond Tutu[132]
- Guy Verhofstadt[133]
- Gore Vidal[134]
- Rob Wainwright[135]
- Cornel West[136]
- Kimberlé Williams Crenshaw[137]
- Tim Winton[138]
- Binali Yıldırım[139]
- Maysoon Zayid[140]
- Meles Zenawi[141]
- Luigi Zingales[142]